# Крестецкий промышленный район
Крестецкий промышленный район — территориально-административная единица Новгородской области РСФСР, существовавшая с 1962 по 1965 год. Центр — рабочий посёлок Крестцы.
Крестецкий промышленный район был образован постановлением Новгородского облисполкома от 22 декабря 1962 года и указом Президиума Верховного Совета РСФСР от 1 февраля 1963 года в ходе всесоюзной реформы административно-территориального деления.
В состав района вошли город Валдай и рабочие посёлки Крестцы, Лычково и Пролетарий.
16 декабря 1963 года р.п. Пролетарий был передан в административное подчинение городу Новгороду.
Указом Президиума Верховного Совета РСФСР от 12 января 1965 года и решением Новгородского облисполкома от 14 января того же года Крестецкий промышленный район был упразднён. При этом город Валдай и р.п. Лычково вошли в состав Валдайского района, р.п. Крестцы — в состав Крестецкого района.